# Kabotaż

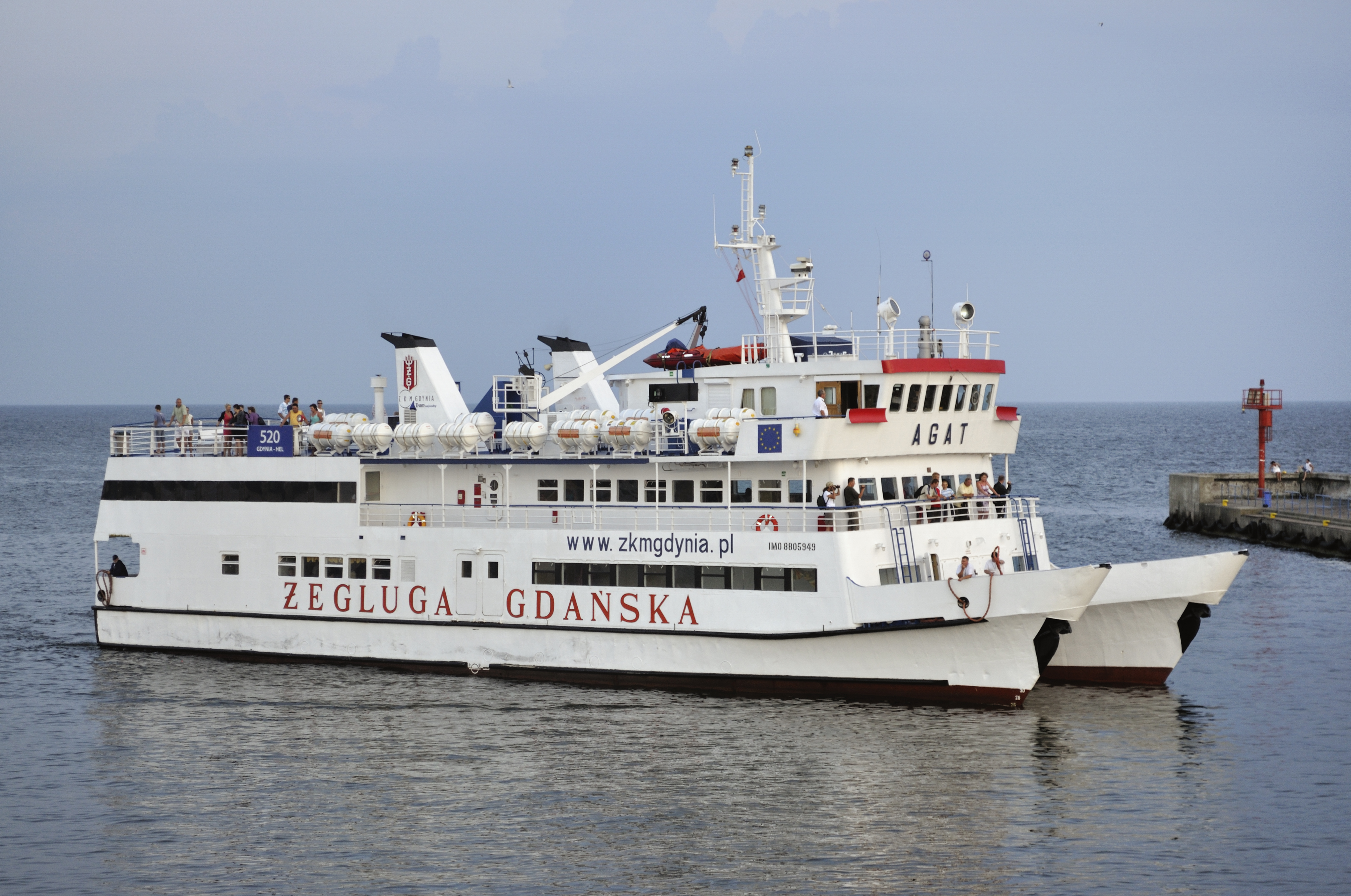
Przewóz kabotażowy

Kabotaż (z fr. caboter) – jedna z form eksportu usług transportowych polegająca na wykonywaniu przewozów ładunków lub osób między punktami położonymi wyłącznie poza terytorium kraju, w którym przewoźnik ma swą siedzibę.
Żegluga kabotażowa to żegluga pomiędzy portami tego samego państwa. Jeśli odbywa się w obrębie jednego morza, nazywana jest kabotażem małym (np. Gdynia – Świnoujście lub Sztokholm – Ystad). Jeśli porty te znajdują się na różnych morzach, to mówimy o kabotażu wielkim (np. Archangielsk – Władywostok lub Nowy Jork – San Francisco).
Ogólnie kabotażem nazywana jest każda żegluga przybrzeżna, a statek przeznaczony do takiej żeglugi nazywany jest kabotażowcem.
Transport kabotażowy to z kolei przewozy wykonywane koleją, pojazdem samochodowym lub samolotem zarejestrowanym w innym państwie, bądź wykonywane przez przedsiębiorstwo zarejestrowane na terenie innego państwa, niż wykonywana usługa. Na przykład: pojazd zarejestrowany w Polsce, a wykorzystywany do przewozu towarów bądź osób w Belgii.
Samochodowy transport kabotażowy w krajach Unii Europejskiej jest zgodny z prawem unijnym pod warunkiem spełnienia kilku warunków, nie dopuszczających do stałej obsługi przewozów wewnątrz poszczególnych krajów przez firmy zarejestrowane w innym kraju.
Termin budzi skojarzenia z osobą XV-wiecznego podróżnika i odkrywcy Giovanniego Cabota, który zwykł był poruszać się wzdłuż wybrzeży badanych lądów i bywa niekiedy uznawany za pochodzący od nazwiska tegoż, jednak dowodów na taką derywację nie znaleziono.